# Motorola 68LC040
Il Motorola 68LC040 (nome in codice 68LC040) è un microprocessore CISC basato sul Motorola 68040 come versione low cost (basso costo) e senza FPU e senza MMU. L'eliminazione della FPU consentiva di ridurre i costi e la potenza assorbita dalla CPU. Sebbene il processore ora sembra essere più simile a un 68020 che a un 68040 il processore continua a possedere la pipeline a 6 stadi e le due cache separate e queste caratteristiche lo rendono significativamente più veloce del 68020. Spesso ci si riferisce a questa CPU col nome di LC40.